# Morten Brovn
Morten Brovn (født 25. april 1981 i Brønderslev) er en dansk skuespiller. 
Brovn er uddannet som skuespiller fra Odense Teaterskole i 2009.

## Filmografi

### Film
| År   | Titel               | Rolle          | Noter |
| ---- | ------------------- | -------------- | ----- |
| 2007 | Kollegiet           | Overfaldsmand  |       |
| 2018 | I krig og kærlighed | Jes            |       |
| 2019 | Jagtsæson           | Gusmester      |       |
| 2020 | Shorta              | Kameramand     |       |
| 2022 | Tag min hånd        | Præst          |       |
| 2022 | Miss Viborg         | Socialrådgiver |       |

### Tv-serier
| År        | Titel                             | Rolle          | Noter                                                                               |
| --------- | --------------------------------- | -------------- | ----------------------------------------------------------------------------------- |
| 2005-2022 | Klovn                             | Stig           |                                                                                     |
| 2010-2022 | Borgen                            | Journalist     |                                                                                     |
| 2012-2020 | Rita                              | Viktors far    |                                                                                     |
| 2015      | Arvingerne II                     | Håndværker     |                                                                                     |
| 2018-2022 | Sygeplejeskolen                   | Niels          | S4E2                                                                                |
| 2018-2021 | Friheden                          | Mads           | Afsnit: S1E2 S1E3 S1E4 S1E5 S1E6 S1E7 S1E8 S1E9 S1E10 S2E12 S2E13 S2E14 S2E16 S2E17 |
| 2019-2023 | Den som dræber – Fanget af mørket | Peter Alp      |                                                                                     |
| 2019      | Gidseltagningen II                | Jægersoldat    |                                                                                     |
| 2021      | Hvide Sande                       | Henrik Enggård | Afsnit: S1E2 S1E3 S1E4                                                              |
| 2022      | Dag & nat                         | Christian      |                                                                                     |
| 2022-2023 | Carmen Curlers                    | Kaj Wagner     | Afsnit: 9 10 11 12 14 15                                                            |
| 2023      | Oxen                              |                |                                                                                     |
| 2023      | Bag enhver mand                   |                |                                                                                     |
| 2023      | Valdes Jul - Skovens Vogter       | Hermansen      | Julekalender                                                                        |